# Championnat d'Amérique du Nord, centrale et Caraïbe féminin de football des moins de 15 ans
Le Championnat d'Amérique du Nord, centrale et Caraïbe féminin de football des moins de 15 ans est une compétition de football réservée aux joueuses de moins de 15 ans, créée en 2014.

## Palmarès
| 2014 | Îles Caïmans | Canada     | 1 - 1 ap 4 - 1 tab | Haïti   | Trinité-et-Tobago            | 5 - 2                                | Honduras               |
| 2016 | États-Unis   | États-Unis | 2 - 0              | Canada  | Mexique                      | 5 - 1                                | Costa Rica             |
| 2018 | États-Unis   | États-Unis | 3 - 2              | Mexique | Costa Rica Portugal (invité) | Pas de match pour la troisième place | -                      |
| 2022 | États-Unis   | États-Unis | 4 - 1              | Canada  | Mexique                      | 5 - 0                                | République dominicaine |